# جائزة إيسبي لأفضل رياضي من ذوي الإعاقة فئة الرجال
جائزة إيسبي لأفضل رياضي ذكر من ذوي الإعاقة (بالإنجليزية: Best Male Athlete with a Disability ESPY Award) هي جائزة سنوية تُكرم إنجازات فرد ذكر من عالم الرياضة للأشخاص ذوي الإعاقة. تم إنشاء هذه الجائزة بمساعدة المدافع عن حقوق ذوي الإعاقة ولاعب كرة القدم البارالمبية الأمريكي السابق إيلي وولف، وصمم النحات لورانس نوولان [الإنجليزية] كأس الجائزة، ويتم تقديمها للرياضي المعاق الذي يُحكم عليه بأنه الأفضل في حفل توزيع جوائز إيسبي السنوي في لوس أنجلوس. تم منح جائزة إيسبي لأفضل رياضي ذكر من ذوي الإعاقة لأول مرة كجزء من جوائز إيسبي في عام 2005 بعد تقديم جائزة إيسبي لأفضل رياضي من ذوي الإعاقة غير المحددة بجنس معين في السنوات الثلاث السابقة (فاز بها جميعًا رياضيون). يتم إجراء التصويت على الجائزة من قبل المشجعين عبر الإنترنت من بين ثلاثة إلى خمسة اختيارات يتم اختيارها من قبل لجنة الترشيح المختارة لإي إس بي إن، والتي تتكون من لجنة من الخبراء. يتم منحها في شهر يوليو لتعكس الأداء والإنجاز خلال الأشهر الاثني عشر السابقة.
كان الفائز الأول بجائزة أفضل رياضي ذكر من ذوي الإعاقة إيسبي في عام 2005 [الإنجليزية] هو المتسابق البارالمبي في ألعاب القوى والميدان مارلون شيرلي، الذي فاز بميداليتين في دورة الألعاب البارالمبية الصيفية عام 2004 وكان أول رياضي بارالمبي ينزل إلى أقل من إحدى عشر ثانية في فئة 100 متر للرجال بزمن قدره 10.97 ثانية. في عام 2015، تم اختيار المتسابق على الكراسي المتحركة من جنوب أفريقيا كريج شابورت [الإنجليزية] للحصول على الجائزة. اعتبارًا من 2018، وهو الرياضي الوحيد المولود خارج الولايات المتحدة الذي فاز بالجائزة، على الرغم من حصول ثلاثة رياضيين أجانب إضافيين على ترشيحات. فاز رياضيو ألعاب القوى بجوائز أكثر من أي رياضة أخرى بواقع أربعة، ثلاثة منهم فائزون في الترياتلون واثنان في كل من هوكي الزلاجات، وفنون القتال المختلطة، والمصارعة. لم يتم منحها في عام 2020 [الإنجليزية] بسبب جائحة كوفيد-19. وكان الفائز الأخير بالجائزة هو السباح الأمريكي براد سنايدر في عام 2022.

## الفائزون والمرشحون
| العام | الصورة                                                                                        | الرياضي                                                  | البلد                                                    | الرياضة                                                           | المرشحون | م.            |
| ----- | --------------------------------------------------------------------------------------------- | -------------------------------------------------------- | -------------------------------------------------------- | ----------------------------------------------------------------- | --- | ------------- |
| 2005  | –                                                                                             | مارلون شيرلي                                             | الولايات المتحدة                                         | ألعاب القوى البارالمبية                                           | رودي جارسيا تولسون ( الولايات المتحدة) – السباحة لذوي الاحتياجات الخاصة · باول مارتن (كاتب) ( الولايات المتحدة) – ركوب الدراجات لذوي الاحتياجات الخاصة | [ 6 ] [ 10 ]  |
| 2006  | –                                                                                             | بوبي مارتن                                               | الولايات المتحدة                                         | كرة قدم المدرسة الثانوية                                          | ستيف كوك (دراج) ( الولايات المتحدة) – التزلج الشمالي · أنتوني روبلس ( الولايات المتحدة) – مصارعة | [ 11 ] [ 12 ] |
| 2007  | Casey Tibbs wearing a U.S. Navy Sailors uniform                                               | كيسي تيبس                                                | الولايات المتحدة                                         | ألعاب القوى البارالمبية                                           | روبن أميرلان ( هولندا) – كرة مضرب الكراسي المتحركة · جوش جورج ( الولايات المتحدة) – ألعاب القوى البارالمبية · كريج شابورت ( جنوب إفريقيا) – سباق الكراسي المتحركة                                                                                               | [ 13 ] [ 14 ] |
| 2008  | –                                                                                             | ريان كوسير                                               | الولايات المتحدة                                         | مصارعة                                                            | فيليب شولتز ( الولايات المتحدة) – السباحة لذوي الاحتياجات الخاصة · مات سكوت ( الولايات المتحدة) – كرة السلة على الكراسي المتحركة · مارثيل فاسكيز ( الولايات المتحدة) – كرة القدم البارالمبية                                                                    | [ 15 ] [ 16 ] |
| 2009  | Jason Lester is wearing a black cycling helmet with overall and is mounted on a black bicycle | جايسون بي ليستير                                         | الولايات المتحدة                                         | سباق ثلاثي لذوي الاحتياجات الخاصة                                 | جيريمي كامبل ( الولايات المتحدة) – ألعاب القوى البارالمبية · ويل جرولكس ( الولايات المتحدة – الرجبي على الكراسي المتحركة · أوسكار بيستوريوس ( جنوب إفريقيا) – ألعاب القوى البارالمبية                                                                           | [ 17 ] [ 18 ] |
| 2010  | Steve Cash, wearing red, blue and white sports overalls                                       | ستيف كاش                                                 | الولايات المتحدة                                         | هوكي الزلاجات                                                     | رودي جارسيا تولسون ( الولايات المتحدة) – سباق ثلاثي لذوي الاحتياجات الخاصة · آندي سول ( الولايات المتحدة) – التزلج الشمالي | [ 19 ] [ 20 ] |
| 2011  | –                                                                                             | أنتوني روبلس                                             | الولايات المتحدة                                         | مصارعة                                                            | كريس ديفلين يونغ ( الولايات المتحدة) – التزلج الألبي لذوي الاحتياجات الخاصة · آرون شيديس ( الولايات المتحدة) – سباق ثلاثي لذوي الاحتياجات الخاصة · جيروم سينغلتون ( الولايات المتحدة) – ألعاب القوى البارالمبية · ستيف وامبلر ( الولايات المتحدة) – تسلق رياضي  | [ 21 ] [ 22 ] |
| 2012  | Kyle Maynard wearing an orange T-shirt and a black backpack                                   | كايل ماينارد                                             | الولايات المتحدة                                         | فنون القتال المختلطة                                              | باكستر همبي ( كندا) – فنون القتال المختلطة · رايموند مارتن ( الولايات المتحدة) – سباق الكراسي المتحركة · أوز سانشيز ( الولايات المتحدة – ركوب الدراجات لذوي الاحتياجات الخاصة · تايلر ووكر ( الولايات المتحدة) – التزلج الألبي لذوي الاحتياجات الخاصة           | [ 4 ] [ 23 ]  |
| 2013  | –                                                                                             | جيريمي كامبل                                             | الولايات المتحدة                                         | ألعاب القوى البارالمبية                                           | جيف فابري ( الولايات المتحدة) – نبالة · رايموند مارتن ( الولايات المتحدة) – سباق الكراسي المتحركة · براد سنايدر ( الولايات المتحدة) – السباحة لذوي الاحتياجات الخاصة · تايلر ووكر ( الولايات المتحدة) – التزلج الألبي لذوي الاحتياجات الخاصة                    | [ 24 ] [ 25 ] |
| 2014  | Declan Farmer, wearing a black hockey helmet and red sporting overalls                        | ديكلان فارمر                                             | الولايات المتحدة                                         | هوكي الزلاجات                                                     | مارك باتوم ( الولايات المتحدة) – التزلج الألبي لذوي الاحتياجات الخاصة · رايموند مارتن ( الولايات المتحدة) – سباق الكراسي المتحركة · مايك شيا ( الولايات المتحدة) – تزلج بلوح الثلج · إيفان سترونج ( الولايات المتحدة) – بورديركروس                              | [ 26 ] [ 27 ] |
| 2015  | –                                                                                             | كريج شابورت                                              | جنوب إفريقيا                                             | سباق الكراسي المتحركة                                             | جوزيف بيريني ( الولايات المتحدة – ركوب الدراجات لذوي الاحتياجات الخاصة · جوش بولز ( الولايات المتحدة) – هوكي الزلاجات · مايك شيا ( الولايات المتحدة) – تزلج بلوح الثلج · آندي سول ( الولايات المتحدة) – التزلج الشمالي                                          | [ 7 ] [ 28 ]  |
| 2016  | Richard Browne, wearing a black T-shirt with sponsors logos and a black backpack              | Richard Browne                                           | الولايات المتحدة                                         | ألعاب القوى البارالمبية                                           | جوزيف بيريني ( الولايات المتحدة) – ركوب الدراجات لذوي الاحتياجات الخاصة · آرون فوثرينغهام ( الولايات المتحدة) – تزلج على اللوح/بي إم إكس · نيكو لانديروس ( الولايات المتحدة) – هوكي الزلاجات · براد سنايدر ( الولايات المتحدة) – السباحة لذوي الاحتياجات الخاصة | [ 29 ] [ 30 ] |
| 2017  |                                                                                               | ستيف سيريو                                               | الولايات المتحدة                                         | كرة السلة على الكراسي المتحركة                                    | ويل جرولكس ( الولايات المتحدة) – الرجبي على الكراسي المتحركة · مايك مينور ( الولايات المتحدة) – تزلج بلوح الثلج · براد سنايدر ( الولايات المتحدة) – السباحة لذوي الاحتياجات الخاصة · رودريك تاونسند روبرتس ( الولايات المتحدة) – ألعاب القوى البارالمبية        | [ 31 ] [ 32 ] |
| 2018  | –                                                                                             | مايك شولتز                                               | الولايات المتحدة                                         | تزلج بلوح الثلج                                                   | دانيال كنوسن ( الولايات المتحدة) – بياثلون · ديكلان فارمر ( الولايات المتحدة) – هوكي الزلاجات · أندرو كوركا ( الولايات المتحدة) – التزلج الألبي لذوي الاحتياجات الخاصة                                                                                          | [ 33 ] [ 34 ] |
| 2019  | –                                                                                             | مارك بار                                                 | الولايات المتحدة                                         | سباق ثلاثي لذوي الاحتياجات الخاصة                                 | ديكلان فارمر ( الولايات المتحدة) – هوكي الزلاجات · دانييل رومانشوك ( الولايات المتحدة) – ماراثون · أوز سانشيز ( الولايات المتحدة) – ركوب الدراجات لذوي الاحتياجات الخاصة                                                                                        | [ 35 ] [ 36 ] |
| 2020  | لم يتم منحها بسبب جائحة فيروس كورونا في الولايات المتحدة                                      | لم يتم منحها بسبب جائحة فيروس كورونا في الولايات المتحدة | لم يتم منحها بسبب جائحة فيروس كورونا في الولايات المتحدة | لم يتم منحها بسبب جائحة فيروس كورونا في الولايات المتحدة          | لم يتم منحها بسبب جائحة فيروس كورونا في الولايات المتحدة | [ 8 ]         |
| 2021  | –                                                                                             | كريس نيكيك                                               | الولايات المتحدة                                         | سباق ثلاثي لذوي الاحتياجات الخاصة                                 | إيفان أوستن ( الولايات المتحدة) – السباحة لذوي الاحتياجات الخاصة · جيسي بيلاور ( الولايات المتحدة) – ركمجة · كيث جابل ( الولايات المتحدة) – تزلج بلوح الثلج | [ 37 ] [ 38 ] |
| 2022  | A photographic portrait of Brad Snyder smiling at the camera                                  | براد سنايدر                                              | الولايات المتحدة                                         | سباق ثلاثي لذوي الاحتياجات الخاصة والسباحة لذوي الاحتياجات الخاصة | ديكلان فارمر ( الولايات المتحدة) – هوكي الزلاجات · نيك مايهيو ( الولايات المتحدة) – ألعاب القوى البارالمبية · إيان سيدينفيلد ( الولايات المتحدة) – كرة الطاولة لذوي الاحتياجات الخاصة                                                                           | [ 9 ] [ 39 ]  |

## الإحصائيات
| الاسم              | الفوز | الترشيحات |
| ------------------ | ----- | --------- |
| جيريمي كامبل       | 1     | 2         |
| أنتوني روبلس       | 1     | 2         |
| ديكلان فارمر       | 1     | 4         |
| كريج شابورت        | 1     | 2         |
| مارك بار           | 1     | 1         |
| ريموند مارتن       | 0     | 3         |
| براد سنايدر        | 0     | 3         |
| جوزيف بيريني       | 0     | 2         |
| رودي غارسيا تولسون | 0     | 2         |
| ويل جرولكس         | 0     | 2         |
| مايك شيا           | 0     | 2         |
| آندي سول           | 0     | 2         |
| تايلر ووكر         | 0     | 2         |

| الرياضة                              | الفائزون | الترشيحات |
| ------------------------------------ | -------- | --------- |
| ألعاب القوى البارالمبية              | 4        | 10        |
| سباق ثلاثي لذوي الاحتياجات الخاصة    | 4        | 5         |
| هوكي الزلاجات                        | 2        | 7         |
| فنون القتال المختلطة                 | 2        | 3         |
| مصارعة                               | 2        | 3         |
| السباحة لذوي الاحتياجات الخاصة       | 1        | 6         |
| تزلج بلوح الثلج                      | 1        | 5         |
| سباق الكراسي المتحركة                | 1        | 5         |
| كرة السلة على الكراسي المتحركة       | 1        | 2         |
| كرة قدم المدرسة الثانوية             | 1        | 1         |
| التزلج الألبي لذوي الاحتياجات الخاصة | 0        | 5         |
| ركوب الدراجات لذوي الاحتياجات الخاصة | 0        | 6         |
| التزلج الشمالي                       | 0        | 3         |
| نبالة                                | 0        | 1         |
| بياثلون                              | 0        | 1         |
| بورديركروس                           | 0        | 1         |
| ماراثون                              | 0        | 1         |
| كرة القدم البارالمبية                | 0        | 1         |
| ركمجة                                | 0        | 1         |
| كرة الطاولة لذوي الاحتياجات الخاصة   | 0        | 1         |
| الرجبي على الكراسي المتحركة          | 0        | 1         |
| كرة مضرب الكراسي المتحركة            | 0        | 1         |

## وصلات خارجية
- الموقع الرسمي